# 넵테고르스크 (사할린주)
넵테고르스크(Нефтего́рск)는 러시아 사할린주에 있던 도시이다. 석유 생산이 주요 산업이었으며, 1970년 이전에는 보스토크(Восто́к)로 불리었다. 1995년 5월 28일 오후 1시 3분에 발생한 리히터 규모 7.6의 지진(1995 Neftegorsk earthquake)으로 도시가 완전히 파괴되고 전체 인구 3,197명 중 2,040명이 사망하고, 750명이 부상자가 발생했다. 지진 이후 도시는 재건되지 못했고, 유즈노 사할린스크에 희생자를 추모하는 위령비가 건립되었다.

## 인구
| 총인구 | 총인구 | 총인구 | 총인구 | 총인구 | 총인구 |
| 1959년 | 1970년 | 1979년 | 1989년 | 1994년 | 1995년 |
| ------ | ------ | ------ | ------ | ------ | ------ |
| ?      | ?      | 3974명 | 3507명 | 3197명 | 0명    |

## 참고
- https://web.archive.org/web/20110728163851/http://www.vmeste.org/tema/main_0090.shtml
- https://web.archive.org/web/20110723024545/http://www.sakhalin.ru/neftegorsk/neftegorsk.htm
- Землетрясение на Сахалине. "Коммерсантъ" #98 (816) of 30.05.1995
- Archive footage of RIA Novosti